# Đuôi chồn Nam Bộ
Đuôi chồn Nam Bộ hay hầu vĩ Nam Bộ (danh pháp hai phần: Uraria cochinchinensis) là loài thực vật có hoa trong họ Đậu. Loài này được Schindl. miêu tả khoa học đầu tiên.